# Modding

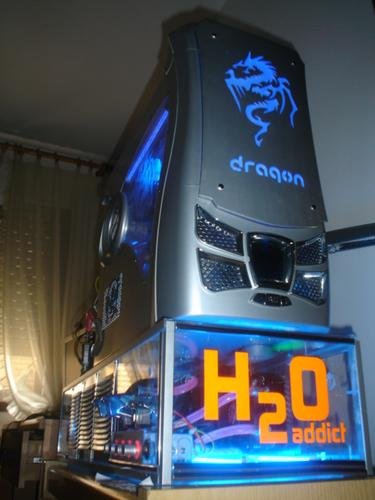
Torre amb refigeració per aigua.

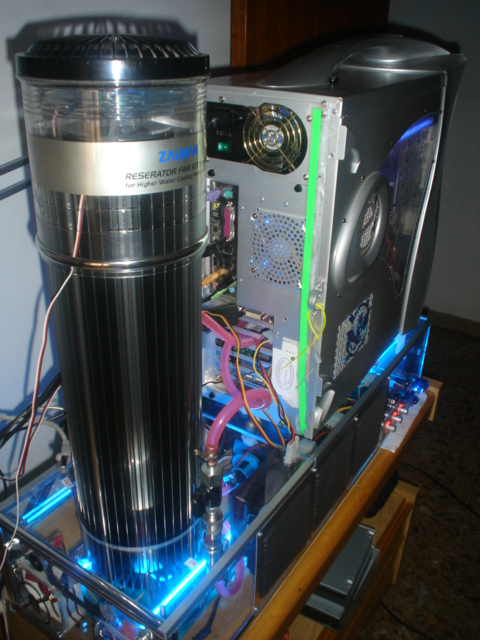
La part de darrere de l'ordinador on s'aprecia el dipòsit de l'aigua.

El modding consisteix en la modificació estètica o funcional de qualsevol cosa (programari inclòs). No obstant això, la paraula modding se sol usar freqüentment per a les modificacions realitzades a un ordinador o a elements relacionats, com són els perifèrics, accessoris i fins i tot mobles que l'envolten. A tot el qui practica el modding se l'anomena "modder".

## Modding PC
El modding és personalitzar els PC's afegint-li llums, modificant l'estructura de la caixa, afegint components, modificant la forma d'aquests per a obtenir major espectacularitat i disseny, en definitiva és l'art de donar-li forma i color al PC posant-hi tota la imaginació que es pugui tenir. El modding no és "fer-ho més bonic", ja que aquest terme significa decorar, adornar: modding és modificar.
Les modificacions més comunes que avui dia es realitzen als ordinadors són: 
- Substitució de díodes LED per altres més potents o de diferents colors.
- Pintat interior o exterior (inclosos components electrònics).
- Construcció de finestres per a fer visible l'interior o aconseguir un efecte estètic.
- Construcció de blowholes (entrades o sortides d'aire).
- Col·locació de ventiladors per a millorar la refrigeració dels components electrònics.
- Col·locació d'elements d'il·luminació interior i de vegades exterior.
- Construcció d'elements per a monitorar les temperatures dels components electrònics o controlar la velocitat dels ventiladors (Baybus, Fanbus, Rheobus).
- Substitució total o parcial dels elements de refrigeració convencional per elements de refrigeració silenciosa, refrigeració líquida o la més recent refrigeració per evaporació.
- Construcció o col·locació d'algun element original que li donarà l'estil únic.
- Overclocking: modificar els sistemes perquè vagin a una velocitat diferent (normalment superior, excepte en determinats casos experimentals) a la que estan programats. Cal complementar-ho amb una millora del sistema de refrigeració per a evitar sobreescalfaments.